# Räcknitz/Zschertnitz
Räcknitz/Zschertnitz mit Strehlen-Südwest ist ein statistischer Stadtteil im Dresdner Stadtbezirk Plauen. Er liegt südlich des Stadtzentrums.

## Lage
Der statistische Stadtteil Räcknitz/Zschertnitz ist im Norden von Südvorstadt-Ost und -West, im Osten von Strehlen und Leubnitz-Neuostra, im Süden von Kleinpestitz/Mockritz und im Westen von Plauen umgeben.
Die Grenzen des Stadtteils werden durch den Zelleschen Weg, Caspar-David-Friedrich-Straße, Südhöhe, Sadisdorfer Weg, Passauer, Nöthnitzer und Mommsenstraße gebildet. Räcknitz/Zschertnitz liegt am südlichen Rand des Elbtalkessels am Nordabhang der Südhöhe.

## Gliederung
Zum statistischen Stadtteil gehören die Gemarkungen Räcknitz und Zschertnitz, der Südwesten Strehlens (Thormeyerstraße) sowie kleine Randgebiete Plauens und der Südvorstadt. Der Stadtteil gliedert sich in folgende neun statistische Bezirke:
- 831 Räcknitz (Alträcknitz)
- 832 Zschertnitz (Böllstr.)
- 833 Zschertnitz (Auguste-Lazar-Str.)
- 834 Zschertnitz (Bulgakowstr.)
- 835 Zschertnitz (Rubensweg)
- 836 Zschertnitz (Paradiesstr.)
- 837 Zschertnitz (Zschertnitzer Weg)
- 838 Zschertnitz (Tizianstr.)
- 839 Strehlen-Südwest (Donndorfstr.)

## Verkehr
Wichtigste Straßen des Stadtteils sind die Bergstraße (B 170), der Zellesche Weg, der einen Teil der südlichen Innenstadtumfahrung darstellt, sowie die Südhöhe. In Zschertnitz befindet sich eine Endhaltestelle der Straßenbahnlinie 11, Räcknitz wird von der Linie 3 tangiert. Des Weiteren fahren vier Stadtbus- sowie weitere Überlandbuslinien durch den Stadtteil, der insgesamt 7 Straßenbahn- und 17 Bushaltestellen aufweist.

## Weblink
- dresden.de: Statistik (PDF; 359 kB)